# Januar 1987
Portal Geschichte | Portal Biografien | Aktuelle Ereignisse | Jahreskalender | Tagesartikel

◄ |
19. Jahrhundert |
20. Jahrhundert
| 21. Jahrhundert

◄ |
1950er |
1960er |
1970er |
1980er
| 1990er | 2000er | 2010er | ►

◄ |
1983 |
1984 |
1985 |
1986 |
1987
| 1988 | 1989 | 1990 | 1991 | ►

◄ |
Oktober 1986 |
November 1986 |
Dezember 1986 |
Januar 1987 |
Februar 1987 |
März 1987 |
April 1987 |
►
Dieser Artikel behandelt aktuelle Nachrichten und Ereignisse im Januar 1987.

## Tagesgeschehen

### Donnerstag, 1. Januar 1987
- Bern/Schweiz: Der SP-Politiker Pierre Aubert, Bundespräsident von 1983, übernimmt zum zweiten Mal das Amt des Bundespräsidenten.[1]
- Brüssel/Belgien: Belgien übernimmt vom Vereinigten Königreich den Vorsitz im Rat der Europäischen Union. Das Amt des Regierungschefs der EWG erhält, wie 1981, Wilfried Martens.[2]
- Moskau/Sowjetunion: Um 0.00 Uhr entfällt das Monopol des Außenhandelsministeriums über die Import- und Exportwirtschaft des Landes. Von heute an dürfen die einzelnen Ministerien und größere Industrieunternehmen eigenmächtig Handelsverträge mit ausländischen Partnern abschließen.[3]
- Moskau/Sowjetunion: Radio Moskau strahlt die Neujahrsansprache des US-Präsidenten Ronald Reagan aus. Die Sowjetunion und die Vereinigten Staaten gelten nach wie vor als rivalisierende Atommächte, doch die Programmgestalter von Radio Moskau fühlen sich durch die Perestroika zu Innovationen im Programm ermuntert.[4]
- New York/Vereinigte Staaten: Argentinien, die Bundesrepublik Deutschland, Italien, Japan und Sambia werden neue nichtständige Mitglieder im Sicherheitsrat der Vereinten Nationen.[5]

### Dienstag, 6. Januar 1987
- Bischofshofen/Österreich: Der Österreicher Ernst Vettori gewinnt zum zweiten Mal in Folge die Vierschanzentournee. Bei der diesjährigen 35. Auflage siegt er vor Vegard Opaas aus Norwegen.[6]

### Mittwoch, 7. Januar 1987
- Burglengenfeld/Deutschland: Der Vorstand des Stahlerzeugers Maxhütte mahnt beim Bayerischen Ministerpräsidenten Franz Josef Strauß schriftlich an, dass die Solvenz der Hütte aus Steuern gesichert werden muss, da sich der Betrieb andernfalls nicht aufrechterhalten ließe und „die mittlere Oberpfalz“ dann mit einer Arbeitslosenquote von 25 % zu rechnen habe.[7]

### Donnerstag, 8. Januar 1987
- New York/Vereinigte Staaten: Der Aktienindex Dow Jones Industrial Average notiert zum Ende des Handelstags bei circa 2.002 Indexpunkten. Zum ersten Mal seit seiner Einführung gegen Ende des 19. Jahrhunderts erreicht er einen Tageswert jenseits von 2.000 Punkten.[8]

### Montag, 12. Januar 1987
- La Brévine/Schweiz: Im Neuenburger Jura wird die tiefste Temperatur gemessen, die seit der Aufzeichnung des Wettergeschehens in bewohnten Orten der Schweiz vermerkt wurde. Das Thermometer zeigt −41,8 °C.[9]

### Donnerstag, 15. Januar 1987
- Bonn/Deutschland: Die Bundespost gibt eine Briefmarke heraus, mit der die Bevölkerung auf die Volkszählung am 25. Mai eingestimmt werden soll. Seit 1983 beschäftigte sich das Bundesverfassungsgericht mit der Frage, ob die Datenerhebung im Rahmen der Volkszählung Grundrechte verletzt, z. B. das auf die freie Entfaltung der Persönlichkeit.[10][11]

### Freitag, 16. Januar 1987
- Washington, D.C./Vereinigte Staaten: Der Franzose Michel Camdessus wird geschäftsführender Direktor des Internationalen Währungsfonds.[12]

### Mittwoch, 21. Januar 1987
- Wien/Österreich: Bundespräsident Kurt Waldheim gelobt die neue Bundesregierung unter dem seit Juni 1986 amtierenden Bundeskanzler Franz Vranitzky (SPÖ) an. In der Regierung sind erneut Politiker der beiden größten Parteien Österreichs, der SPÖ und der ÖVP, vertreten.[13]

### Sonntag, 25. Januar 1987
- SPD: 193
- Grüne: 44
- CDU/CSU: 234
- FDP: 48

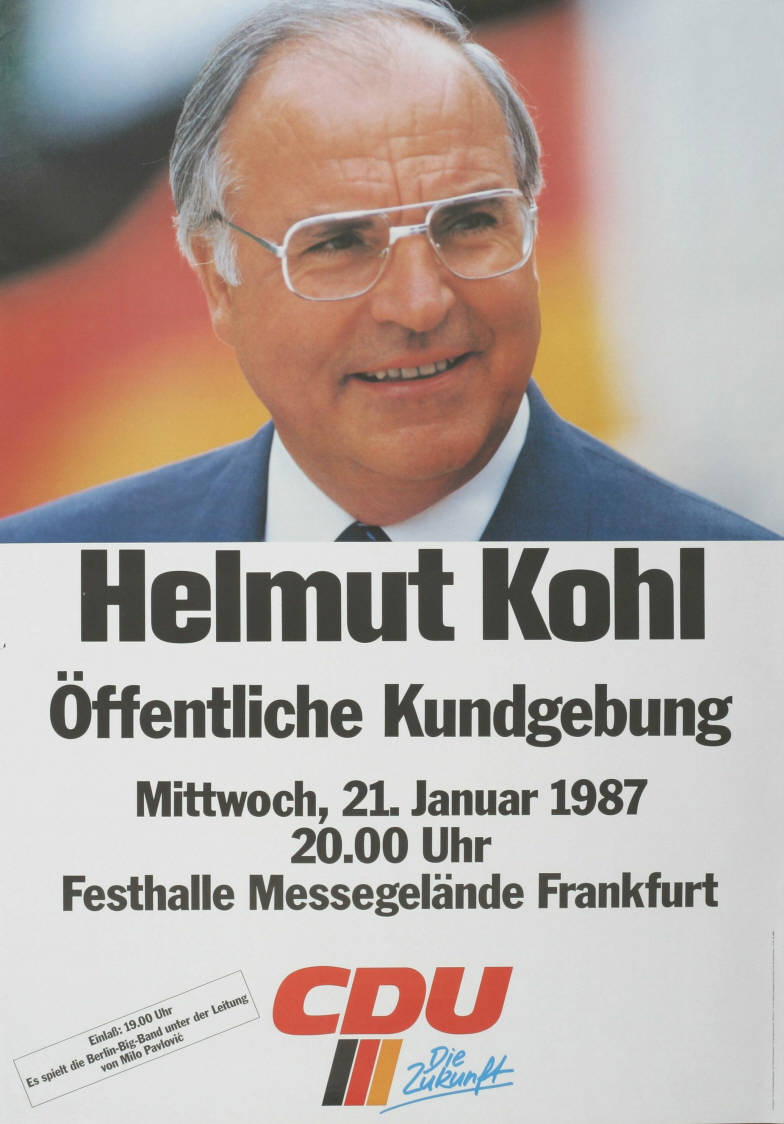
Bundestagswahlkampf der CDU

- Bonn/Deutschland: Bei der Bundestagswahl bestätigen die Wähler die schwarz-gelbe Regierungskoalition unter Bundeskanzler Helmut Kohl (CDU), dessen Partei massive Verluste erleidet. Die FDP und Die Grünen verbuchen Stimmenzugewinne.[14]
- Pasadena/Vereinigte Staaten: Der Super Bowl XXI im American Football zwischen den New York Giants und den Denver Broncos endet 39:20.[15]

### Dienstag, 27. Januar 1987
- Lyon/Frankreich: Im Verfahren gegen den „Schlächter von Lyon“, den ehemaligen Gestapo-Chef der Stadt Klaus Barbie, werden in einem Gefängnis auf Veranlassung des Untersuchungsrichters einige der Opfer mit ihrem damaligen Peiniger konfrontiert. Gemäß Verfassung steht dem 1971 in Bolivien aufgegriffenen offensichtlichen Sadisten Barbie ein rechtsstaatliches Verfahren mit allen Komponenten zu.[16]

### Mittwoch, 28. Januar 1987
- Moskau/Sowjetunion: Michail Gorbatschow (KPdSU), de facto Staatsoberhaupt der Sowjetunion, hinterfragt auf der Plenartagung des Zentralkomitees seiner Partei die positive Selbsteinschätzung der kommunistischen Elite und stellt fest: „Wir brauchen die Demokratie wie die Luft zum Atmen.“[17]

### Donnerstag, 29. Januar 1987
- Berlin/Deutschland: Um die staatliche Ordnung der DDR nicht zu gefährden, druckt die Zeitung Neues Deutschland die gestrige Reformrede des sowjetischen De-facto-Staatsoberhaupts Michail Gorbatschow nur in verkürzter Fassung ab, doch die Bevölkerung informiert sich verstärkt über bundesdeutsche Medien.[18]

### Samstag, 31. Januar 1987
- Beverly Hills/Vereinigte Staaten: Bei der Verleihung der 44. Golden Globe Awards wird der Kinofilm Platoon des amerikanischen Regisseurs Oliver Stone in drei Kategorien ausgezeichnet. Im TV-Segment gehen die renommierten Preise für die besten schauspielerischen Leistungen an die Briten Angela Lansbury und Edward Woodward sowie die Amerikaner Cybill Shepherd, Bruce Willis, James Woods und Loretta Young.[19][20]